# Nadieżda Markina
Nadieżda Markina (ur. 29 stycznia 1959 w Dmitrijewce, obwód tambowski) – rosyjska aktorka filmowa i teatralna, nominowana do Europejskiej Nagrody Filmowej za główną rolę w filmie Elena.
W 1983 roku ukończyła Rosyjską Akademię Sztuki Teatralnej im. Anatolija Łunaczarskiego.
Pracowała w Teatrze na Tagance oraz w Teatrze na Malajach (1992-98).

## Filmografia
Filmy fabularne
- 2011: Elena jako Elena
- 2009: Lyudi dobrye
- 2000: Ślub (Svadba) jako Valka
- 1987: Aborigen

## Nagrody i nominacje
24. ceremonia wręczenia Europejskich Nagród Filmowych
- nominacja: Najlepsza Europejska Aktorka − za film Elena